# William Edward Barclay
William Edward Morton „W. E.“ Barclay (* 14. Juni 1857 in Dublin; † 30. Januar 1917 in Liverpool) war ein irischer Fußballtrainer und Funktionär. Bei den beiden „großen“ Liverpooler Fußballvereinen FC Everton und FC Liverpool war er zum Ende des 19. Jahrhunderts der jeweils erste sportlich verantwortliche Trainer, beim FC Liverpool als Teil eines Teams mit John McKenna.

## Sportlicher Werdegang

### FC Everton
Barclay wurde 1857 in der irischen Hauptstadt geboren. Die Familie gehörte der Mittelklasse an und sein Vater arbeitete in einer Besserungsanstalt mit jungen Straftätern. Der Sohn William Edward wuchs in relativem Wohlstand auf, der ihm einen guten Start ins Leben ermöglichte. Nach zwei Universitätsabschlüssen als Bachelor of Arts und Science zog es ihn in die Welt hinaus und er kam über den Umweg Belfast und Aberdeen in der englischen Grafschaft Lancashire an. Dort heiratete er im Jahr 1878 und fand letztlich in Liverpool sein neues Zuhause. Zur gleichen Zeit wurde im dortigen Stadtteil Everton von Methodisten der „St. Domingo Football Club“ gegründet, der im Südosten des Stanley Parks seine ersten Spiele austrug. Barclay arbeitete in Everton primär wie sein Vater mit Problemkindern und ging dieser Tätigkeit bis 1898 an der dortigen „Industrial School“ nach. Dabei erlernte er nicht nur die Lehrfähigkeiten, die ihn in seinem späteren Werdegang im Umgang mit Fußballern zugutekommen sollte, sondern entwickelte sich zu einer bekannten Figur in der Stadt. Dadurch fand er Zugang zu einflussreichen Männern, wie dem reichen Brauereibesitzer John Houlding, der hauptverantwortlich für die Transformation des „St. Domingo Football Club“ zum „Everton Football Club“ und den Umzug vom Stanley Park nach Anfield war. Houlding, Barclay und der ebenfalls aus Irland stammende John McKenna pflegten eine tiefe Freundschaft und waren fortan die Schlüsselfiguren in der Vereinsführung des FC Everton.
Als Everton in die erste Spielzeit 1888/89 der neu gegründeten Football League ging, galt Barclay als Vereinssekretär als erster hauptverantwortlicher sportlicher Leiter in der Vereinsgeschichte. Der Begriff des „Trainers“ (oder in Großbritannien analog die Bezeichnung des „Managers“) war noch nicht eingeführt worden und nach nur einem Jahr, das Everton auf dem achten Platz von zwölf Mannschaften abschloss, zog sich Barclay in den administrativen Bereich zurück. Unter der sportlichen Führung von Dick Molyneux verbesserte sich das Team dann signifikant und nach einer Vizemeisterschaft 1890 gewann Everton in der Saison 1890/91 die erste englische Meisterschaft in seiner Geschichte. Trotz dieser Erfolge nahmen die Spannungen in der Vereinsführung zu. Die Gründe dafür lagen auch in religiösen und politischen Meinungsverschiedenheiten zwischen Methodisten, liberalen Kräften und einer Gruppe, die dem Geschäftsmann und Lokalpolitiker der Tories Houlding – der zudem Mitglied des Oranier-Ordens war – nahestand. Dazu führte Houldings Plan zur drastischen Erhöhung der Stadionmiete zum Verwürfnis im Verein. Dieser wurde als Präsident abgewählt und nach Evertons Entscheidung, in den Goodison Park umzuziehen, gründete Houlding 1892 einen neuen Klub. Da Barclay loyal zu Houlding stand, folgte er ihm (wie auch McKenna) und hatte mutmaßlich auch selbst den Vorschlag kundgetan, diesen neuen Klub „Liverpool Football Club“ zu nennen.

### FC Liverpool
Liverpools erste Saison 1892/93 begann damit, dass dem Antrag auf Teilnahme an der höchsten Spielklasse der Football League nicht stattgegeben wurde. Liverpool spielte stattdessen in der Lancashire League und gewann dort auch die Meisterschaft. Dass Barclay keinen Antag für die zweite Spielklasse der nationalen Football League gestellt hatte, wurde ihm im Nachgang häufig als „grober Fehler“ ausgelegt. Dem steht gegenüber, dass Barclay die Spiele gegen Vereine aus der regionalen Lancashire League zunächst als ähnlich lukrativ bewertet hatte, bei geringeren Reisekosten. Das „Tandem McKenna-Barclay“ rekrutierte von Beginn an mit Vorliebe talentierte Fußballer aus Schottland und das daraus sich entwickelte Team wurde als „Team of Macs“ bekannt. Zur Saison 1893/94 nahm Liverpool dann doch an der Football League Second Division teil und gewann dort auf Anhieb die Meisterschaft. Damit spielte Liverpool nur zwei Jahre nach der Gründung in der höchsten englischen Spielklasse, tat sich dort aber schwer und musste 1895 aus dieser wieder absteigen. Es folgte 1896 der direkte Wiederaufstieg, wobei in dieser Zeit McKenna stärker in die Verantwortung genommen wurde.
Details über die genaue Rollenverteilung in der sportlichen Leitung des FC Liverpool zwischen McKenna und Barclay sind unklar. Als gesichert gilt jedoch die Aussage, dass die beiden Sekretäre Schlüsselfiguren im Klub waren und Barclay im Gegensatz zur Zeit ab 1895 die Geschicke meist in seiner Hand hatte. Aus diesem Grund kam Barclay der Funktion des „ersten Trainers“ nahe und ein „Trainer-Duo“ mit McKenna hatte im engen Sinn nicht bestanden. Eine konkrete Spielaufstellung wurde zwar von einem vollständigen Vereinskomitee bestimmt, in dem die beiden jedoch die wohl gewichtigsten Stimmen besaßen. Nach Barclay erneutem Rückzug (wie schon beim FC Everton) in den administrativen Bereich, sind seine weiteren beruflichen Schritte weitestgehend im Dunkeln geblieben. Zu einer nicht bekannten Zeit hat Barclay dem FC Liverpool den Rücken gekehrt. Während des Ersten Weltkriegs betrieb er ein Geschäft, das mit Munition gehandelt hat, bevor er erkrankte. Er soll an schweren Kopfschmerzen gelitten haben, die für ihn immer unerträglicher wurden. Ende Januar 1917 nahm er sich das Leben.

## Titel/Auszeichnungen
- Lancashire League (1): 1893